# Dzsavád Zarincse
Dzsavád Zarincse (perzsául: جواد زرینچه; Teherán, 1966. július 23. –) iráni labdarúgóhátvéd.